# Neeraj Chopra
Neeraj Chopra, född 24 december 1997, är en indisk friidrottare som tävlar i spjutkastning.

## Karriär
Vid världsmästerskapen i friidrott år 2023 i Budapest vann han guld spjutkastning. Vid olympiska sommarspelen 2020 vann han guld i samma gren. Vid OS 2024 tog han silver i spjutkastning.